# Harpagus
Harpagus és un gènere d'ocells rapinyaires diürns de la família dels accipítrids (Accipitridae). En les modernes classificacions hom considera l'únic gènere de la subfamília Harpaginae o encara de la tribu Harpagini (dins la subfamília dels buteonins). Viuen als boscos tropicals americans. Semblen petits esparvers de 30 - 35 cm de llargària. Compactes, amb llargues cues i ales ovals (estretes prop de la base). Tenen una cua fosca amb barres pàl·lides, així com la gola blanca amb una franja central fosca. Una altra característica és el bec poderós, amb dues osques a cada costat de la mandíbula superior. Aquesta doble dent dona nom a la denominació de les dues espècies (bidentatus i diodon).

## Llistat d'espècies
Segons la classificació del Congrés Ornitològic Internacional versió 12,2, 2022, es reconeixen 2 espècies dins aquest gènere:
- milà bidentat pit-roig (Harpagus bidentatus).
- milà bidentat cuixa-roig (Harpagus diodon).